# Pampisford
Pampisford – wieś i civil parish w Anglii, w Cambridgeshire, w dystrykcie South Cambridgeshire. W 2011 civil parish liczyła 344 mieszkańców. Pampisford jest wspomniana w Domesday Book (1086) jako Pampesuuorde.